# R34 (België)
De R34 is de ringweg die de stad Torhout langs west- en noordzijde omsluit.
De R34 was oorspronkelijk een (snellere) omweg van de steenweg Brugge-Torhout-Roeselare (N32), die dwars door het centrum loopt. Sinds enkele jaren is de ring verlengd met de aansluiting naar de A17/E403. Het nieuwe gedeelte is volledig in asfalt aangelegd, de snelheidsbeperking is er 90 km/h. De eigenlijke ringweg is nog steeds de oude weg in beton, waar de snelheid beperkt is tot 70 km/h. Het gedeelte ten zuiden van de aansluiting met de N33 naar Oostende heet de Vredelaan, het noordelijke gedeelte Noordlaan.

## Werken
De aanleg van de aansluiting naar afrit 10 van de snelweg A17/E403 naar Torhout liet lang aanslepen, waardoor de afrit Torhout pas werd geopend op 19 november 2003. Op 3 september 2018 zijn langs beide zijden van de verbindingsweg per vergissing 200 beuken gerooid. De oorzaak lag bij een foute communicatie tussen wegbeheerder AWV en de aannemer.
Ondertussen werd door het stadsbestuur ook al de nodige stappen gezet om na het noordelijke deel, ook het zuidelijke deel richting Roeselare heraan te leggen. Ter verhoging van de verkeersveiligheid werd ook daar een rotonde aangelegd en werd de oude spoorwegbrug over de verdwenen spoorlijn 62 afgebroken.